# Lerato Makua
Pour les articles homonymes, voir Makua.
Pas d'image ? Cliquez ici

a Compétitions nationales et continentales officielles uniquement.

b Matchs officiels uniquement.
Lerato Makua, née le 12 juillet 1999, est une joueuse internationale sud-africaine de rugby à XV et internationale de rugby à sept évoluant aux postes de deuxième ligne et troisième ligne aile à XV et de pilier à sept.

## Biographie
Lerato Makua naît le 12 juillet 1999. En 2022, elle joue pour les Blue Bulls de Pretoria. Elle a cinq sélections en équipe d'Afrique du Sud quand elle est retenue en septembre 2022 pour disputer sous les couleurs de son pays la Coupe du monde en Nouvelle-Zélande.